# Ивана Димић
Ивана Димић (Београд, 30. јул 1957) српски је писац и драматург.

## Школовање
Рођена је 30. јула 1957. године у Београду, где је 1982. године дипломирала драматургију на Факултету драмских уметности. Паралелно је апсолвирала на одсеку Опште књижевности са теоријом књижевности на Филолошком факултету. Завршила је постдипломске студије на CEU (Европски универзитетски центар) у Нансију (Француска) на одсеку Цивилизација 1984/85. године.

## Радна биографија
- У статусу слободног уметника у Удружењу драмских уметника Србије је била у периоду од 1977. до 1986. године и од 1996. до 2006. године.
- У позоришту Атеље 212 стално запослена као Први драматург радила од 1986. до 1996. године и као вршилац дужности директора у периоду од 19. новембра 2012. до 30. септембра 2014. године.[3][4]
- У Народном позоришту у Београду обављала је дужност заменика директора драме од јануара до јуна 2001. године и директора драме од фебруара 2010. до маја 2011. године.[5]
- У Позоришту Бошко Буха у Београду је од 2000. до 2002. године била члан Управног одбора и стално запослена као драматург у прекидима од 2006. до 2008. године.
- У Београдском драмском позоришту је од маја 2005. до јуна 2006. године била председник Управног одбора, као и члан Управног одбора Библиотеке града Београда од 2009. до 2013. године.
- Од 2014. године била је члан управног одбора Народне Библиотеке Србије до 2016. године.
- Од марта 2023. главни је и одговорни уредник Светосавског звонца.

Поред рада у београдским позориштима била је:
- члан Савета БИТЕФ-а од 2002. до 2004. године,
- члан Савета ФЕСТ-а од 2004. до 2006. године,
- помоћник министра културе задужена за стваралаштво и културне односе, од маја 2007. до августа 2008. године.

Члан је Српског књижевног друштва од 2001. године, а статус Истакнутог уметника у Удружењу драмских уметника је стекла 2005. године.

### Књиге прозе
- Црна зелен, кратке приче (Просвета, 1995),[7]
- Махорка, мастило и муж, кратке приче (Просвета, 1998),
- Узимање времена, кратке приче (Просвета, 2001),
- Има ли кога?, кратке приче (Просвета, 2006),[8]
- Попис имовине, кратке приче (Профил, 2009),
- Арзамас, роман (Лагуна, 2016), - Нинова награда за роман године
- Све у свему, изабране и нове приче (Лагуна, 2019)
- Из мртвог угла, роман (Лагуна 2022)

### Антологије
- „Мала кутија“ антологија кратке приче од Михајла Пантића
- Антологија српске приповетке на енглеском „The man who ate death“ приредио М. Пантић
- Антологија „21 за 21“ приредио Васа Павковић, Агора,2011.
- „Земаљски дугови“ збирка приповедака о Андрићу, Лагуна 2012,

## Игране драме
- Пред огледалом, позориште Атеље 212, 1986.
- Пепељуга, Мало позориште Душко Радовић 1989.
- Бели угао,(објављено) часопис Књижевност 1-2, 1998.
- Гоље, Театар Т, 2001.
- Снежна бајка, Позориште Бошко Буха, 2004.
- Змајовини пангалози, Позориште Бошко Буха, 2007.[9]

## Драматизације
- Кабаре, драматизација поезије Матије Бећковића за позориште, изведена 1983.
- Василиса Прекрасна драматизација бајке изведена на радију 1984.
- Телефонске бригаде драматизација текста Бране Црнчевића за позориште, изведена у Малом позоришту „Душко Радовић“, 1992.
- Мамац драматизација романа Давид Албахарија, изведена у Народном позоришту у Београду, 1998.
- Драматизације кратких прича за драмски Програм РТС: Кафке, Гогоља, Чехова, Хармса, Ремизова, Калвина, 2004.
- Цигани лете у небо Максима Горког, Театар Т, 2004. режија В. Лазић
- Петар Пан, М Бари, Позориште Бошко Буха, 2010. режија М. Караџић
- Арзамас, И. Димић, драматизација И. Димић, Звездара театар, режија Љ.Тодоровић, 2020.
- Топ је био врео Kецмановић, Грачанич, Kо позориште, режија Н. Тодоровић, 2023.

## Преводи са енглеског језика

### Драме
- Иза кулиса, од М. Фрејна, 1992, Атеље 212, режија Алиса Стојановић,
- Мастер клас, од Т. МекНелија, 1996, Битеф театар, режија Алиса Стојановић,
- Кокице, од Б. Елтона, 1998, Народно позориште у Београду, режија Д. Петровић,
- У трагању за прошлим временом, Х. Пинтера и Ди Тревис, 2000, Народно позориште у Београду (није изведено),
- Кад делфини одлете, Н. Кауард 2002, Крушевачко позориште, режија Љ. Драшкић,
- Џепови пуни камења од М. Џоунс,2003, Атеље 212, режија Е. Кадић,
- Гвоздени живот од Роне Мунро, 2005, Београдско драмско позориште, режија Ж. Томић ,
- Рокенрол Том Стопард, 2006, Београдско драмско позориште,
- Буђење пролећа, Ведекинд/С. Сатер, мјузикл, 2010, Београдско драмско позориште, режија Небојша Брадић,
- Година магијског мишљења, Џоан Дидион, монодрама, 2010.
- Пристанак , Н. Рејн, 2021. Атеље 212
- Убиство у Оријент експресу Агата Kристи, 2022. Позориште Бошко Буха, режија Дарјан Михајловић

### Романи
- Прва дамска детективска агенција, роман од А. Мекол Смита, Самиздат Б92, 2004.[10]
- Жирафине сузе, роман од А. Мекол Смита, Самиздат Б92, 2004.
- Умрети у Чикагу, роман од Н. Тешић, Службени гласник, Превод заједно са Д. Бабићем, 2012.

## Преводи са француског језика

### Драме
- Рабагас од В. Срадуа, за Атеље 212, (није изведено), 1987.
- Детињарије од Р. Куса, Битеф театар, режија Д. Петровић, 1996.
- Масакрарије од Е. Јонеска, публиковано у „Целокупно дело Ежена Јонеска“, Паидеа, 1996.
- Три верзије живота од Ј. Резе, Атеље 212 режија Алиса Стојановић, 2001. Расправа од Маривоа за Југословенско драмско позориште, 2009.
- Расправа, од Маривоа за Југословенско драмско позориште, 2009.
- Чигра, од Виктора Лануа, за Звездара Театар, 2012, (Victor Lanoux "Ле Тоурниqует")
- Белла Фигура од Ј. Резе, Атеље 212, 2019.
- Син од Ф. Зелера, Атеље 212, 2020.
- Отац од Ф.Зелера, Атеље 212, 2021.

### Теоријски текстови
- Развој психоанализе у Русији од 1919. до 1930., часопис Теорија, 1981. Превод с француског језика,
- Које су жеље политички значајне, Б. Расел, Мостови 141-2, јануар 2008. Превод с енглеског језика.

## Телевизијска сценарија
- Позоришни речник, серија сценарија од 8 епизода у режији С. Божиновића, емитована на РТС 1989. Трајање епизоде је 30 минута,
- Вуков видео буквар, серија сценарија од 30 епизода у режији М. Караџића, емитована на ТВ Студио Б 1992. Трајање епизоде је 30 минута,
- Кућа за маштање - сценарија за десетоминутне игране прилоге за емисију на РТС-у режији М. Милојевића у трајању од 1987- 1997, око 300 епизода.
- Позориште у кући, римејк, 26 епизода, за РТС, 2006-2007.
- Мој рођак са села, драматург, 13 епизода, за РТС, 2007.

## Драматург на представама (адаптација/штрихови)
- Аудијенција и вернисаж, 1981. Атеље 212, режија Љ. Драшкић, писац Хавел
- Косанчићев венац 7, 1982. Атеље 212, режија З. Ратковић, писац С. Селенић
- Матријалисти, 1982. Атеље 212, режија Љ. Драшкић, писац Чудић
- Војцек, 1982. Пивара, режија С. Капић, писац Бихнер
- Амбасадор, 1982. Атеље 212, режија Љ. Драшкић, писац Мрожак
- Марија се бори с анђелима, 1984. Атеље 212, режија Љ. Драшкић, писац Кохоут
- Живот и прикљученија војника И. Чонкина, 1984. Атеље 212, режија З. Ратковић
- Чапља, 1985. Атеље 212, режија Д. Мијач, писац Аксјонов
- Свети Георгије убива аждаху, 1986. Атеље 212, режија Љ. Драшкић, писац Д. Ковачевић
- Сироти мали хрчки, 1987. Атеље 212, режија А. Гавриловић, писац Михић
- Страх за границу, 1987. Атеље 212, режија Е. Милер, писац Т. Ман
- Борис Годунов, 1988. Атеље 212, режија З. Ратковић, писац А. Пушкин, адаптација
- Не шетај се гола, 1989. Атеље 212, режија З. Ратковић, писац Фејдо
- Милодух, 1989. Атеље 212, режија П. Теслић, писац П. Шефер
- Адвокат Пјер Патлен, 1990. Атеље 212, режија З. Дорић, писац непознат
- Стаза дивљачи, 1991. Атеље 212, режија А. Стојановић, писац Крец
- Жабар, 1991. Атеље 212, режија Г. Стојановић, писац Фазбиндер
- Филумена Мартурано, 1993. Атеље 212, режија Б. Плеша, писац Е. де Филипо
- Школа за жене, 1994. Атеље 212, режија З. Ратковић, писац Молијер
- Москва Петушки, 1995. Атеље 212, режија П. Бајчетић, писац Јерофејев
- Турнеја, 1996. Атеље 212, режија М. Караџић, писац Г. Марковић
- Дон Жуан, 1997. Крушевачко позориште, режија М. Караџић, писац Молијер
- Љубави Џорџа Вашингтона, 1997. Атеље 212, режија Т. Мандић-Ригонат, писац М. Гавран
- Поп Ћира и поп Спира, 1997. Српско народно позориште, режија М. Караџић, писац С. Сремац
- Супарници, 1997. Београдско драмско позориште, режија М. Караџић, писац Шеридан
- Тартиф, 1997. Народно позориште, режија Л. Бабарци, писац Молијер
- Говорна мана, 1998. Народно позориште, режија М. Караџић, писац Г. Марковић
- Ћелава певачица, 1998. Крушевачко позориште, режија Ј. Марковић, писац Јонеско
- Перишон, 1998. Крушевачко позориште, режија М. Караџић, писац Лабиш
- Оливер Твист, 1998. Позориште Бошко Буха, режија Н. Брадић, писац Дикенс
- Пепо или побуна анђела, 1998. Српско народно позориште, режија Л. Бабарци, писац А. Силађи
- Цијанид у пет, 1998. Народно позориште, режија Б. Ђуровић, писац Кохоут
- У цара Тројана козје уши, 1999. Позориште Бошко Буха, режија М. Караџић, писац Љ. Ршумовић
- Владика Николај, 1999. театар Култрежија, режија Н. Илић, оригинални текстови
- Само ви ајте, 1999. Београдско драмско позориште, режија М. Караџић, писац М. Караџић
- Максим Црнојевић, 2000. Народно позориште, режија Н. Миливојевић, писац Л. Костић
- Забављач, 2000. Атеље 212, режија Е. Кадић, писац Ф. Кусз
- Пијаниста, 2000. Атеље 212, режија Е. Кадић, писац Барико
- Хасанагиница, 2001. Народно позориште, режија Ј. Марковић, писац Љ. Симовић
- Пандорина кутија, 2002. Београдско драмско позориште, писац и режија Г. Марковић
- Укроћена горопад, 2002. Нишко народно позориште, режија М. Караџић, писац Шекспир
- Судбина и коментари, 2002. Народно позориште, режија А. Стојановић, писац Петковић
- Скуп, 2002. Југословенско драмско позориште, режија Ј. Марковић, писац Држић, адаптација
- Ненаграђени љубавни труд, 2002. Зетски дом, Цетиње, режија М. Караџић,
- Шекспир Егзибициониста, 2003. Атеље 212, режија М. Караџић, писац Д. Јовановић
- Фредерик, 2003. Београдско драмско позориште, режија М. Караџић, писац Шмит
- Поглед у небо, 2003. Звездара театар, режија Љ. ТодороВић, писац Д. Хер
- Пинокио, 2003. Позориште Бошко Буха, режија М. Караџић, писац К. Колоди
- , 2004. Београдско драмско позориште, режија М. Караџић, писац Г. Марковић
- Оскар и мама Роз, 2004. Београдско драмско позориште, режија Н. Брадић, писац Шмит
- , 2004. Звездара театар, режија М. Караџић, писац С. Копривица
- Снежана и седам патуљака, 2005. Позориште Бошко Буха, режија М. Караџић, писац Љ. Ршумовић
- Мала трилогија смрти, 2005. Београдско драмско позориште, режија Н. Брадић, писац Е. Јелинек, адаптација
- Укроћена горопад, 2006. Позориште Бошко Буха, режија М. Караџић, писац Шекспир
- Алиса, 2006. Позориште Бошко Буха, режија М. Миленковић, писац Л. Керол, адаптација
- Два витеза из Вероне, 2006. Позориште Бошко Буха, режија Г. Шушљик, писац Шекспир
- Трансилванија, 2006. Београдско драмско позориште, режија М. Караџић, писац Д. Николић
- Отело, 2006. Позориште Бошко Буха, режија Ј. Грујић, писац Шекспир
- Богојављенска ноћ, 2006. Позориште Бошко Буха, режија Б. Лазић, писац Шекспир
- Пепељуга, 2006. Позориште Бошко Буха, режија М. Караџић, писац И. Бојовић
- Декамерон, 2006. Позориште Бошко Буха, писац Бокачо
- Крчмарица Мирандолина, 2006. Позориште Бошко Буха, режија Ј. Радивојевић, писац Голдони
- Лака коњица, 2007. Београдско драмско позориште, режија М. Караџић, писац Јанчар
- Превођење, 2009. Југословенско драмско позориште, режија Д. Мијач, писац Брајан Фрил
- Мала сирена, 2009. Позориште Бошко Буха, режија М. Караџић, писац Разумовска
- Златно теле, 2010. Народно позориште, режија Г. Марковић, писац Иљиф и Петров
- Призори егзекуције, 2010. Народно позориште, режија М. Манојловић, писац Х. Баркер
- Мисис Толстој, 2011. Народно позориште, режија Р. Миленковић, писац С. Коковкин
- Доктор Д, 2012. Београдско драмско позориште, режија и писац Г. Марковић
- Тајна Грете Гарбо, 2012. Мадленијанум, режија Ђурђа Тешић[11]
- Стаклена менажерија, 2012. Народно позориште, режија Р. Миленковић, писац Т. Вилијамс
- Хенри VI, први део, 2012. Народно позориште, режија Н. Миливојевић, писац Шекспир
- Иза кулиса, 2012. Позориште Бошко Буха, режија Ј. Радивојевић, писац М. Фрејн[12]
- Грађанин Племић, 2012. Позориште Косовска Митровица, режија Д. Михајловић, писац Молијер, адаптација[13]
- Женски оркестар, 2012. Народно позориште, режија Ј. Радивојевић, адаптација Димић/Радивојевић, сонгови И. Димић, писац Ануј[14]
- Свети Сава, М. Витезовић, адаптација Народно позориште, 2023. режија М. Kараџић

## Награде
- Награда Фестић фестивала за најбољи драмски текст за „Змајовине пангалозе“
- Златни беочуг за трајни допринос култури, 2011. године,
- Годишња награда Народног позоришта у Београду за представе „Хенри VI“ и „Женски оркестар“, 2012. године.
- Награда „Перо деспота Стефана” у Грачаници, за 2016. годину,
- Нинова награда за 2016. годину, за дело „Арзамас”[15]